# Carl Ruth
Carl Ruth var en svensk kyrkomålare verksam under 1700-talets första hälft.
Ruth var verksam som målare och kyrkomålare i Småland och troligen bosatt i Växjö under första delen av 1700-talet. Han dekorerade 1736 Villstads kyrka i Småland men efter arbetet ville sockenstämman ej godkänna arbetet och tvingade Ruth att förbättra den.  